# 청다리도요
청다리도요(영어: Common Greenshank, 학명: Tringa nebularia)는 도요목 도요과에 속하는 흔한 나그네새이다.

## 생김새
부리가 길고 위로 굽었다. 다리는 녹황색이고 길다. 머리, 목, 가슴은 흰색 바탕에 검은 반점들이 있고 몸윗면이 엷은 회갈색이다. 겨울깃은 가슴에 있는 줄무늬가 매우 약해진다.

## 서식지
무논, 하천, 연못, 하구, 갯벌 등에서 서식한다. 유라시아 대륙 북부에서 번식하고 아프리카, 인도, 호주, 동남아시아 등에서 월동한다.